# 拉內爾瓦河

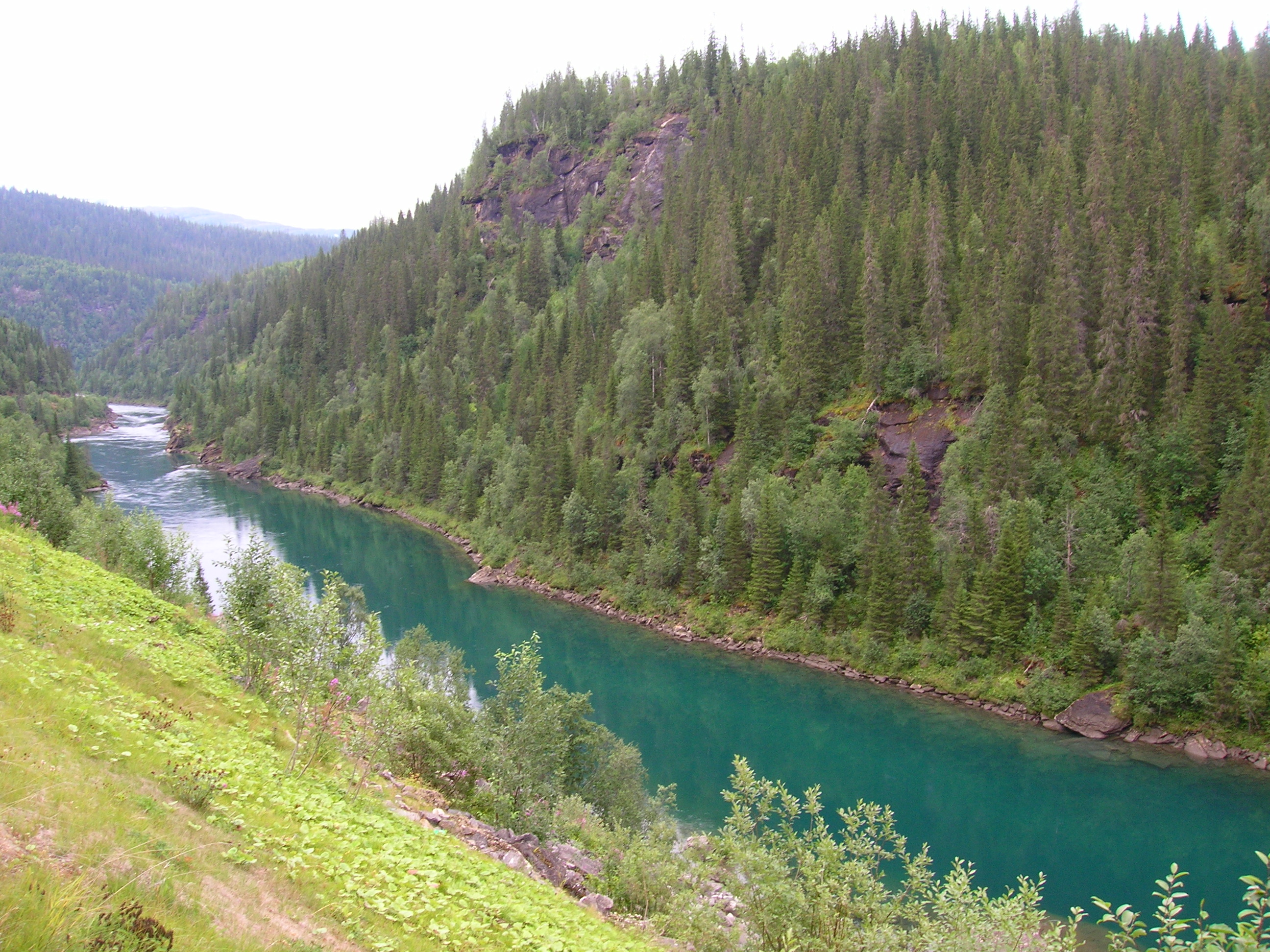

拉內爾瓦河是挪威的河流，位於諾爾蘭郡，發源自薩爾特山脈，最終在摩城注入大西洋，河道全長130公里，流域面積3,790平方公里，該河有鮭魚和鱒魚出沒。